# もう少し あと少し…
「もう少し あと少し…」（もうすこし あとすこし）は、ZARDの9作目のシングル。

## 概要
- 本作はZARDにとって6番目のヒット曲となっている。
- セレクションアルバム『ZARD BLEND II 〜LEAF&SNOW〜』には表題曲、カップリング曲共に収録されている。
- 全シングル・アルバムの中で唯一、ジャケットのZARDロゴが縦向きに使用されている。

## 音楽性

### もう少し あと少し…
- 表題曲は片岡鶴太郎主演のテレビドラマ『ララバイ刑事'93』[2]のエンディングテーマに起用された[1]。
- 坂井は「間奏のスチールギターに哀愁が漂っていますよね。この間奏を聴いて、3番目のサビを歌おうとする時、何かこみ上げてくる感情があって（何十回も歌うので）“哀しい気持ちになって辛いな〜” と思いながらヴォーカル入れをしてました。」と語っている[注 2]。
- 歌詞の「９月の雨」というフレーズは当初「４月の雨」だったが、発売日が９月ということから変更された（「ZARD CD&DVD COLLECTION No.44　「HISTORY」）

## プロモーションビデオ
- 発売当初は全て静止画で構成されたショート映像しか公開されていなかったが、坂井の死後にフルで歌唱する映像が初公開された。

## 記録
- このシングルがオリコンのCDランキングにて初登場2位にランクインした時の1位は槇原敬之の『No.1』だった。しかも初動売上げは2位のZARDの『もう少し あと少し…』は24万9590枚、1位の槇原敬之の『No.1』は25万7160枚であり、両者の差は7570枚差と僅差だった為、まさしくタイトル通りの並びとなった。この事は2004年放送の『トリビアの泉』でも取り上げられた。なお、累計では本作が上回っている。
- ただし、この曲がリリースされた9月4日は土曜日で集計日数が少し短い。

## 収録曲
1. もう少し あと少し…
作詞：坂井泉水
作曲：栗林誠一郎
編曲：明石昌夫
不倫をテーマに歌っており、歌詞中に「神戸」や「追伸：」などのユーモアを少し取り入れてある。
セレクションアルバム『Brezza di mare 〜dedicated to IZUMI SAKAI〜』では特典DVDに収録された。ZARDに楽曲提供の経験がある望月衛介は自身のブログでこの曲をフェイバリットソングに挙げている。
2. カナリヤ
作詞：坂井泉水
作曲：栗林誠一郎
編曲：明石昌夫
失恋ラブソング。
もともとのアレンジは沢山楽器の入った豪華な感じに仕上がっていたが、何回か試す内に「生のピアノ一本のほうがいいよね」ということになり、間奏でアコースティックギターのソロが入る以外はピアノ伴奏で構成されている。
セレクションアルバム『ZARD BLEND II 〜LEAF&SNOW〜』での坂井自身によるセルフライナーノーツでは「あるシンガーの物語」としている。1999年に行われたリクエストベストのファン投票ではカップリング曲の中では2位（1位は「眠り」）を獲得している。セレクションアルバム『Soffio di vento 〜Best of IZUMI SAKAI Selection〜』では特典DVDに収録された。
3. もう少し あと少し…（オリジナルカラオケ）
4. カナリヤ（オリジナルカラオケ）

## 楽曲の収録アルバム
- OH MY LOVE（#1）
- ZARD BEST The Single Collection 〜軌跡〜（#1）
- ZARD Cruising & Live 〜限定盤ライヴCD〜（#1、ライブバージョン）
- ZARD BLEND II 〜LEAF&SNOW〜（#1,2）
- Golden Best 〜15th Anniversary〜（#1）
- ZARD Single Collection 〜20TH ANNIVERSARY〜（#1,2）
- ZARD Forever Best 〜25th Anniversary〜（#1）

## カバー
| 曲名               | アーティスト | 収録作品          | 発売日         | 備考           |
| ------------------ | ------------ | ----------------- | -------------- | -------------- |
| もう少し あと少し… | Barbier      | 『Barbier first』 | 1996年11月25日 | セルフカバー。 |
| カナリヤ           | 栗林誠一郎   | 『遠く離れても』  | 1994年10月21日 | セルフカバー。 |